# Związek gmin Markdorf
Związek gmin Markdorf – związek gmin (niem. Gemeindeverwaltungsverband) w Niemczech, w kraju związkowym Badenia-Wirtembergia, w rejencji Tybinga, w regionie Bodensee-Oberschwaben, w powiecie Jezioro Bodeńskie. Siedziba związku znajduje się w mieście Markdorf, przewodniczącym jego jest Bernd Gerber.
Związek gmin zrzesza jedno miasto i trzy gminy wiejskie:
- Bermatingen, 3 871 mieszkańców, 15,45 km²
- Deggenhausertal, 4 298 mieszkańców, 62,18 km²
- Markdorf, miasto, 12 963 mieszkańców, 40,92 km²
- Oberteuringen, 4 495 mieszkańców, 20,06 km²